# Synagoge Windhoek
Die Synagoge Windhoek (englisch Windhoek Synagogue) ist eine orthodoxe Synagoge in der namibischen Hauptstadt Windhoek. Sie ist die einzige aktive Synagoge des Landes und ist in Besitz der Windhoek Hebrew Congregation. Die Synagoge wurde 1924 nach Idee von Rabbi I. L. Landau errichtet.
Die orthodoxe Synagoge soll (Stand November 2015) geschlossen und verkauft werden, da kein Mitglied der kleinen jüdischen Gemeinde dem orthodoxen Judentum angehört.
Mit der Synagoge Keetmanshoop in Keetmanshoop gab es zwischen 1927 und 1973 eine weitere Synagoge in Namibia.